# Theodore Roosevelt Jr.
Theodore Roosevelt III, también conocido como Theodore Roosevelt Jr., o Theodore Roosevelt II (Cove Neck, Nueva York; 13 de noviembre de 1887-Normandía, 12 de julio de 1944) fue un político y militar estadounidense condecorado con la Medalla de Honor, que luchó en la I Guerra Mundial y en la II Guerra Mundial. Fue gobernador de Puerto Rico (1929-1932). Era el hijo mayor del presidente Theodore Roosevelt.
El 29 de junio de 1910 se casó con Eleanor Butler Alexander (1888-1960), con quien tuvo cuatro hijos: Grace (1911-1994), Theodore (1914-2001), Cornelius (1915-1991) y Quentin (1919-1948).
Roosevelt sirvió como asistente del secretario de la Marina, gobernador de Puerto Rico (1929-1932), gobernador general de Filipinas (1932-1933), miembro del consejo de la compañía American Express, y vicepresidente de la editorial Doubleday Books. Sirvió en la Segunda Guerra Mundial, a pesar de su edad y artritis como secuela de heridas sufridas en la guerra mundial anterior, que le obligaba al uso de bastón, así como problemas cardíacos que ocultó a los médicos militares y a sus superiores. Con el grado de general de brigada, estuvo presente en la batalla de Normandía, dirigiendo el primer desembarco en la playa. Al momento de su muerte, había sido recomendado para ser distinguido por su valentía en esta acción. Murió de un ataque al corazón un mes después y la Medalla de Honor le fue concedida póstumamente.